# Nesobasis heteroneura
Nesobasis heteroneura là một loài chuồn chuồn kim trong họ Coenagrionidae.
Nesobasis heteroneura được Tillyard miêu tả khoa học năm 1924.